# 나카에 조민

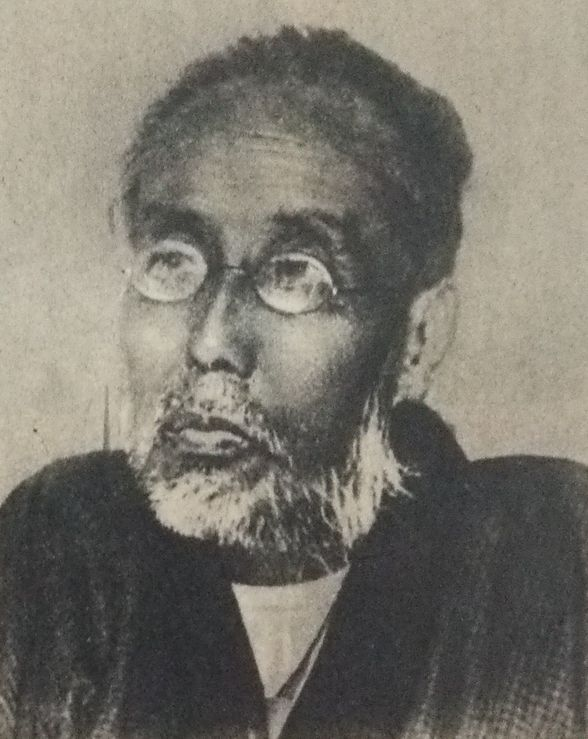
『アサヒグラフ』 1951年6月13日号

나카에 조민(일본어: 中江 兆民, 고카 4년 음력 11월 1일(1847년 12월 8일) ~ 메이지 34년(1901년) 12월 13일)은 일본의 사상가, 언론인, 정치인이다. 프랑스의 사상가 장자크 루소를 일본에 소개하고 자유민권운동의 이론적 지도자가 되었기 때문에 "동양의 루소"(東洋のルソー)라고 평가된다. 제1회 중의원 의원 총선거에 당선되어 중의원을 지내기도 했다. "조민"은 휘가 아니라 호로서 "억조의 백성"이라는 뜻이다. "슈스이"(秋水)라는 필명도 자칭했으며 이것은 제자 고토쿠 슈스이에게 계승되었다. 휘는 도쿠스케(篤介)다.

## 초년
초년시절
고치성 아래에 있는 야마다초(山田町)에서 태어났다. 1861년 2월 아버지 사망후 가독을 이어받아 사무라이 계급인 아시가루가 되었다. 다음해 번교인 문무관(文武館)이 열려 입학했고 細川潤次郎、萩原三圭에게서 배웠다. 외국어 등을 공부하던 중 1865년 9월 토사번의 파견유학생이 되어 나가사키에서 공부할 기회를 얻었다. 같은 토사번 출신인 사카모토 료마와 친하게 지냈다. 료마의 담배심부름을 했다거나 하는 일화가 전해진다. 이후 막부의 막부의 어학소 학두인 平井義十郎에게서 프랑스어를 배웠다. 1867년 에도로 옮겨 村上英俊의 달리당(達理堂)에서 배웠으나 파문당했고 요코하마의 천주당(天主堂)에서도 공부했다고 한다. 효고항이 개항되면서 프랑스 외교단의 통역으로 일했다.
관직시절

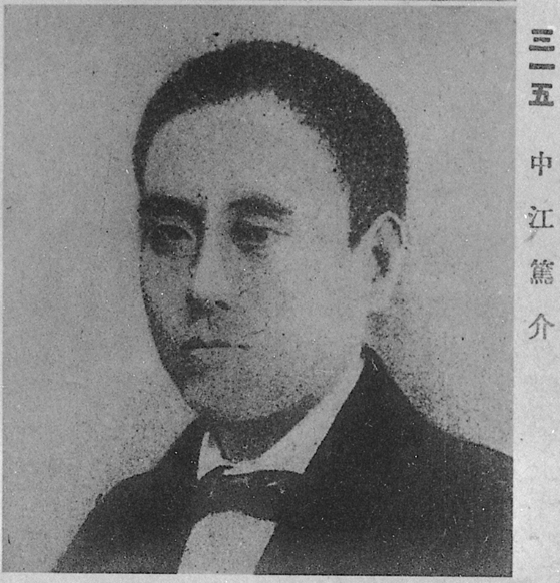
젊은 시절의 나카에 초민

대정봉환으로 에도 막부가 해체되고 메이지 시대가 되면서 초민은 통역일을 그만두고 도쿄로 돌아와 공부를 계속했다. 福地源一郎의 일신사(日新社)에서 숙두를 맡아 프랑스어를 가르쳤지만 오래가지 못했고 미츠쿠리 린쇼에게 배우기 시작했다. 1870년에는 大学南校大의 得行生이 되었다. 1871년 폐번치현이 되어 토사번의 신분제로부터도 자유로워졌고 이와쿠라 사절단의 일원으로 사법성(司法省) 9등 관료가 되었다. 초민은 사절단에 따라가기 위해 오쿠보 도시미치에게 자신의 채용을 직접 호소했다. 요코하마에서 출발해 미국을 거쳐 프랑스 제3공화국으로 갔다. 파리와 리용에 머무는 도중 사이온지 긴모치와 교류했다.
1874년 6월 귀국해 도쿄의 고지마치에 살다가 8월에 자신의 학숙인 불란서학사(仏蘭西学舎)를 열었다. 어학과 사상사 외에 한문실력을 중시하였는데 한문과 일본어 실력이 없으면 프랑스어도 잘 못한다는 생각이 반영되어있다. 또 장자크 루소의 사회계약론을 발췌 번역한 『민약론民約論』을 썼다. 한문, 가나가 섞인 문체였다. 민권론을 가르치기도 했는데 당시 학생중에는 이후 오쿠마 시게노부를 습격한 来島恒喜도 있다.
1875년에는 도쿄외국어학교의 교장이 되었으나 덕으로 가르치는 것[徳育教育]을 중요시하는 초민의 교육방침과 일본 문부성의 관점에 차이가 있어 곧 사직했다. 원로원 부의장으로 일하던 고토 쇼지로가 서기관으로 임명했다. 조사과 번역국 등을 거쳐 1876년 국헌취조국에서 일하면서 井上毅 등과 헌법 초안[国憲案]작성을 위한 번역일을 계속 했다. 카츠 카이슈와도 교류하게 되었고 다음해에 혼담이 있었으나 깨졌다. 카츠 카이슈, 사츠마 번벌의 海江田信義, 시마즈 히사미쓰등과 함께 책론『策論』을 건의했다. 1877년 사직했고 세이난 전쟁중에도 불란서학교를 계속 운영했다. 이 시기 宮崎八郎의 사쓰마 군 참전을 말리기 위해 구마모토로 갔었다는 말도 있다. 1879년 고치현 사족의 딸인 鹿와 결혼했지만 다음해 이혼했다.

## 야인
재야시절
원로원 사직후 불란서학교 운영과 번역 외엔 高谷龍洲의 済美黌에서 한문을 계속 공부했다. 자유민권운동이 고조되는 가운데 1881년 사이온지 킨모치 등과 창간한 동양자유신문『東洋自由新聞』의 주필이 되었으나 금방 폐간되었다. 1882년 불란서학교에서 민약론을 출간했다. 자유당 (1881년 일본)의 기관지 자유신문『自由新聞』의 주필이 되었으나 자유당원이 되진 않았다. 1883년 일본출판사를 설립했고 1885년엔 나가노 출신의 치노와 결혼했다. 외무장관 이노우에 가오루의 불평등조약개정협상을 둘러싼 논란에 개입했다. 1887년에는 나가노에서 고토 쇼지로의 농상무대신農商務大臣직 사직을 요구하는 건의서 대필 운동에 참여하여 보안조례에 걸렸고 도쿄에서 추방되었다. 1888년에는 불란서학교도 문을 닫았다.
188년 오사카에서 창간된 동운신문의 주필이 되었다. 초민의 연설에 감명받은 角藤定憲의 시국연극 기획을 지지하고 대일본장사개량연극회를 만들어 시국연극[壮士芝居]의 선구가 되었다. 그때 진행한 연극중에는 『勤王美談上野曙』가 있었는데 초민이 고토쿠 슈스이에게 만들어보라고 했던 것이다. 이 시국연극은 신파극의 일종으로 보기도 한다.
중의원 당선
1889년 일본 제국 헌법 공포와 함께 추방도 사면되었다. 1890년 제1회 일본 중의원 의원 총선거가 있어 본적을 부라쿠민이 있는 쪽으로 옮기고 오사카4구에서 출마했다. 나는 사회 최하층 중에서도 하층의 사람이 되겠다. 인도의 파리야나 그리스의 이로트의 동료인 신평민이 되겠다. 지난날 에다(穢多)라고 불리며 추방된 사람이 되겠다. 「余は社会の最下層のさらにその下層におる種族にして、インドの「パリヤー」、ギリシャの「イロット」と同僚なる新平民にして、昔日公らの穢多と呼び倣わしたる人物なり」라고 선언한 초민은 부라쿠민들의 지지를 얻어 1352표로 당선되었다. 초민의 두번째 부인인 마츠자와도 부락민 출신이었다는 말도 있으나 실제론 대대로 신관을 맡고 있던 집안 출신이라고 한다. 역시 낮은 신분으로 여겨진다.
초민이 민당 결성을 위해 노력하던 중 1890년 입헌자유당이 결성되어 입헌자유신문『立憲自由新聞』의 주필이 되었다. 하지만 당내 토사파(土佐派)의 배신으로 정부 예산안이 통과되자 분노하여 1891년 2월에 사직했다. 사직 사유는 알콜중독으로 썼지만 내용은 토사파에 대한 비아냥이라는 평가가 있다.
홋카이도 이주와 사망
1891년 7월 홋카이도의 오타루로 이주하여 사업가로 활동한다. 오타루 최초의 신문인 북문신보『北門新報』를 창간하고 주필이 되었다. 북문신보의 사주는 金子元三郎로 그는 일본에 망명중인 김옥균을 초민에게 소개하기도 했다.
12월 중의원이 해산되어 총선거가 다시 열리자 초민은 도쿄로 갔다. 불란서학교 출신인 小山久之助와 堀内賢郎 등이 나가노에서 입후보하여 응원을 위해 다녀왔다. 두사람은 모두 낙선하였다. 1892년 1월 모친이 사망했다.
1892년 북문신보는 삿포로까지도 진출지만 초민은 북문신보를 그만두고 코치로 갔다. 1893년 초민은 삿포로에서 코치야를 개업했다. 또 초민은 목재업을 위해 북해도 산림조「北海道山林組」를 만들었다. 1894년에는 常野鉄道, 毛武鉄道 등 다수의 철도회사 발기인이 되었다. 1897년에는 中野清潔会社를 설립했다. 1898년에는 군마의 유곽 재설치 운동을 하는 등 여러 사업을 진행했지만 대부분 실패로 끝났다. 12월에는 국민당을 만들어 정계복귀를 시도했다.
국민동맹회(国民同盟会) 회의참석차 오사카에 갔다가 병을 얻어 54세에 후두암으로 사망했다. 장례는 종교적 색채를 빼고 진행했으며 도쿄의 아오야마 영원에 묻혔다.
그는 기인으로 유명했는데 대낮부터 기생들과 다리아래로 왔다갔다하며 놀거나 연설할 때에도 목공 차림에 다리를 벌리고 하거나 쿠리하라 료이치에게 방귀를 뀌거나 하는 등 여러 일화가 전해진다. 그의 사망일이 1901년 12월 13일인데 나카에 초민 기행담이라는 책이 30일에 출간될 정도였다. 이 책은 1902년 1월에 재판을 찍을만큼 인기가 있었다고 한다.

## 저서
- 민약론 民約訳解（仏学塾、1882年）
  - 이예안 : J.-J. Rousseau, Du Contrat Social, ou Principes du droit politique ; 中江兆民,『民約譯解』;『皇城新聞』,『盧梭民約』[깨진 링크(과거 내용 찾기)] (pdf)
  - 이예안 : 자료 정선. J.-J. Rousseau, Du Contrat Social 中江兆民, 『民約譯解』; 『皇城新聞』, 「盧梭民約」 -“民約”에 관하여-[깨진 링크(과거 내용 찾기)] (pdf)
- 非開花論（日本出版会社、1883年）
- 維氏美学（文部省、1883年 - 1884年）
- 理学沿革史（文部省、1886年）
- 理学鉤玄（集成社、1886年）
- 革命前法朗西二世記事（集成社、1886年）
- 삼취인경륜문답 三酔人経綸問答(集成社、1887年）
- 平民の目さまし（文昌堂、1887年）
- 論理学参考書道徳学大原論（前後編）（一二三館、1894年）
- 일년유반 一年有半（博文館、1901年）
- 続一年有半（博文館、1901年）
- 中江兆民全集（全17巻・別巻）（岩波書店）

## 같이 보기
- 思想家一覧
- 明治の人物一覧
- 人間禅